# Paraulopus nigripinnis
Paraulopus nigripinnis är en fiskart som först beskrevs av Günther, 1878.  Paraulopus nigripinnis ingår i släktet Paraulopus och familjen Paraulopidae. Inga underarter finns listade i Catalogue of Life.